# Atriplex semibaccata
Atriplex semibaccata är en amarantväxtart som beskrevs av Robert Brown. Atriplex semibaccata ingår i släktet fetmållor, och familjen amarantväxter. Utöver nominatformen finns också underarten A. s. appendiculata.

## Bildgalleri

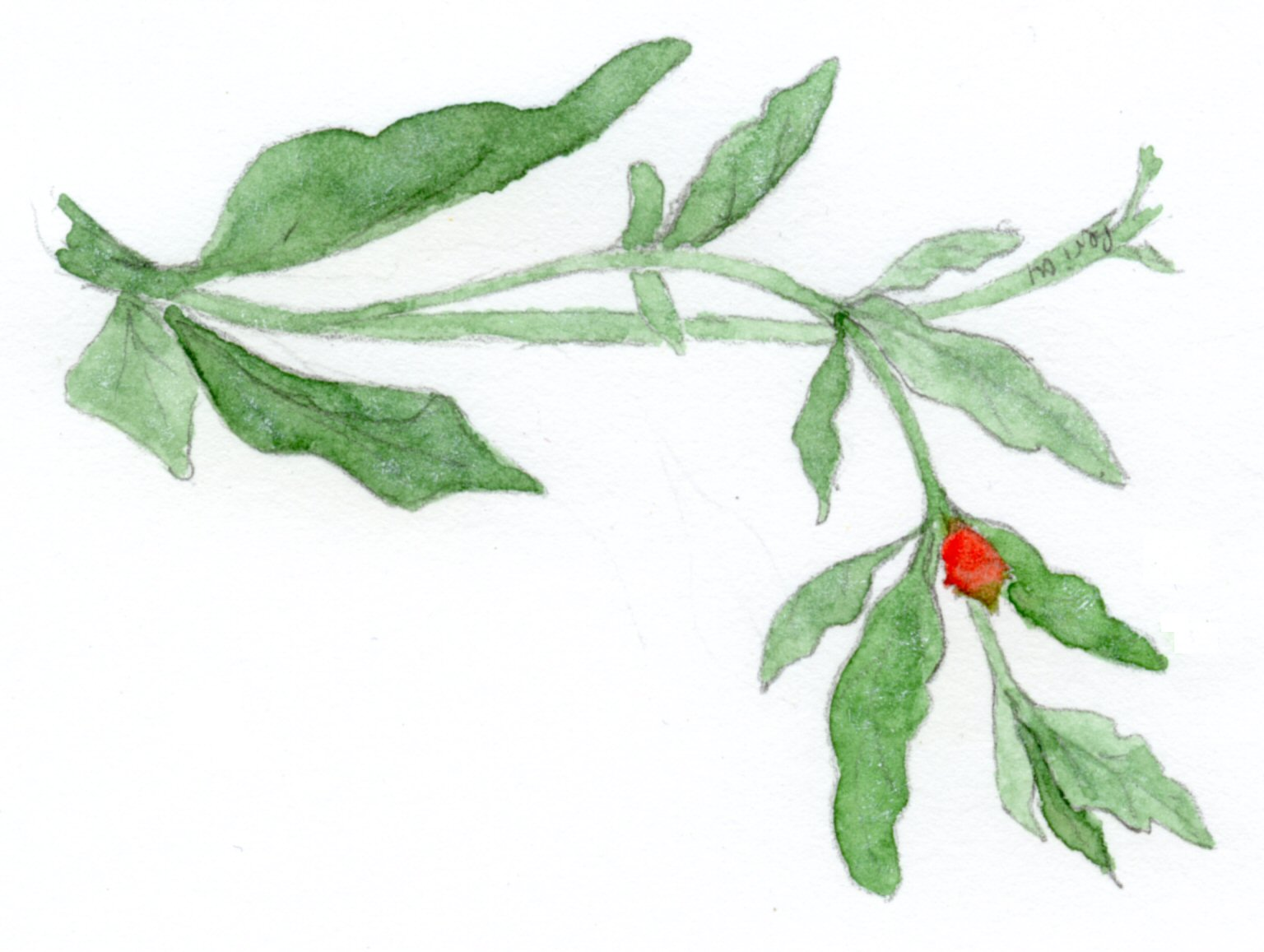
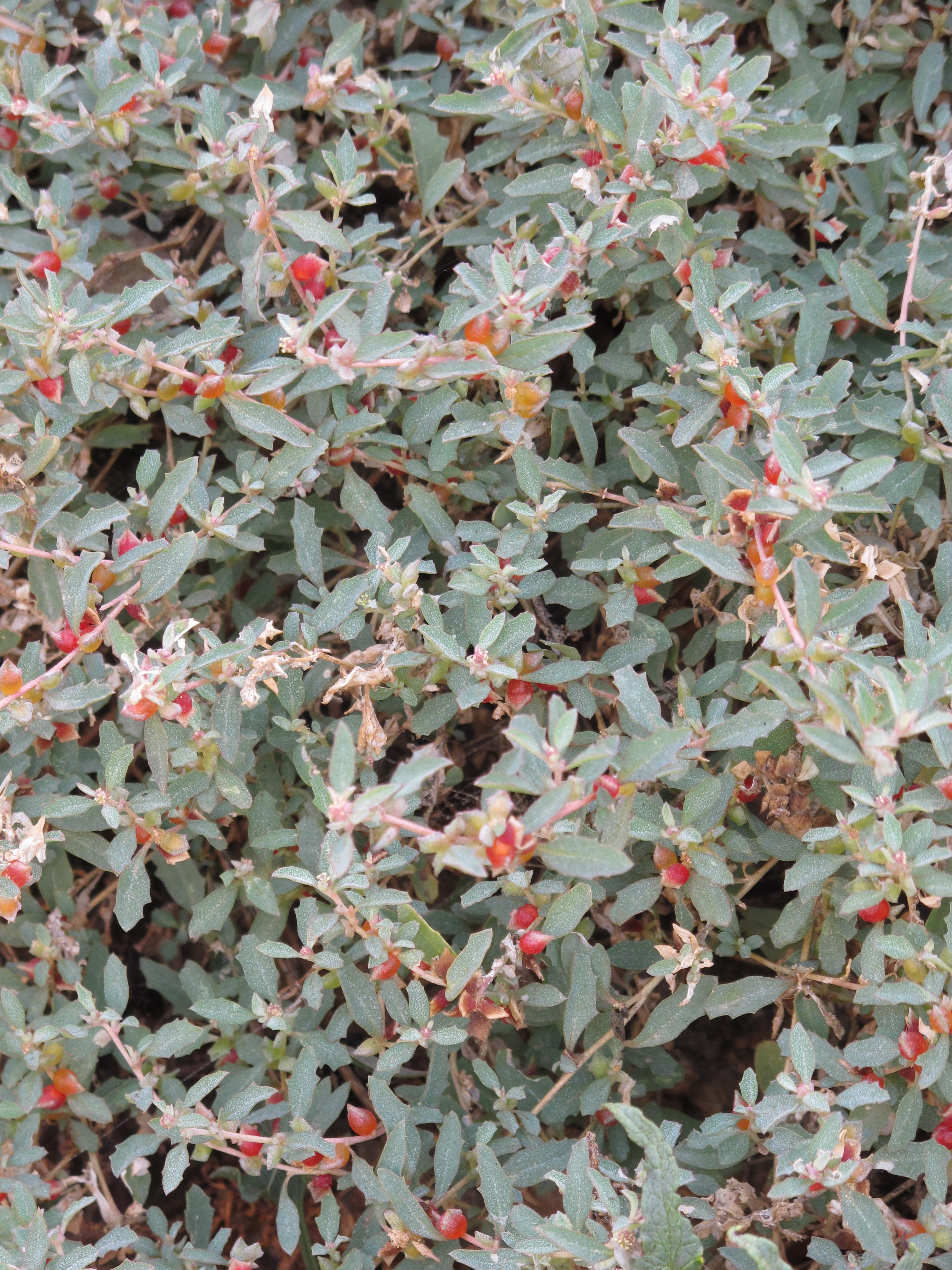
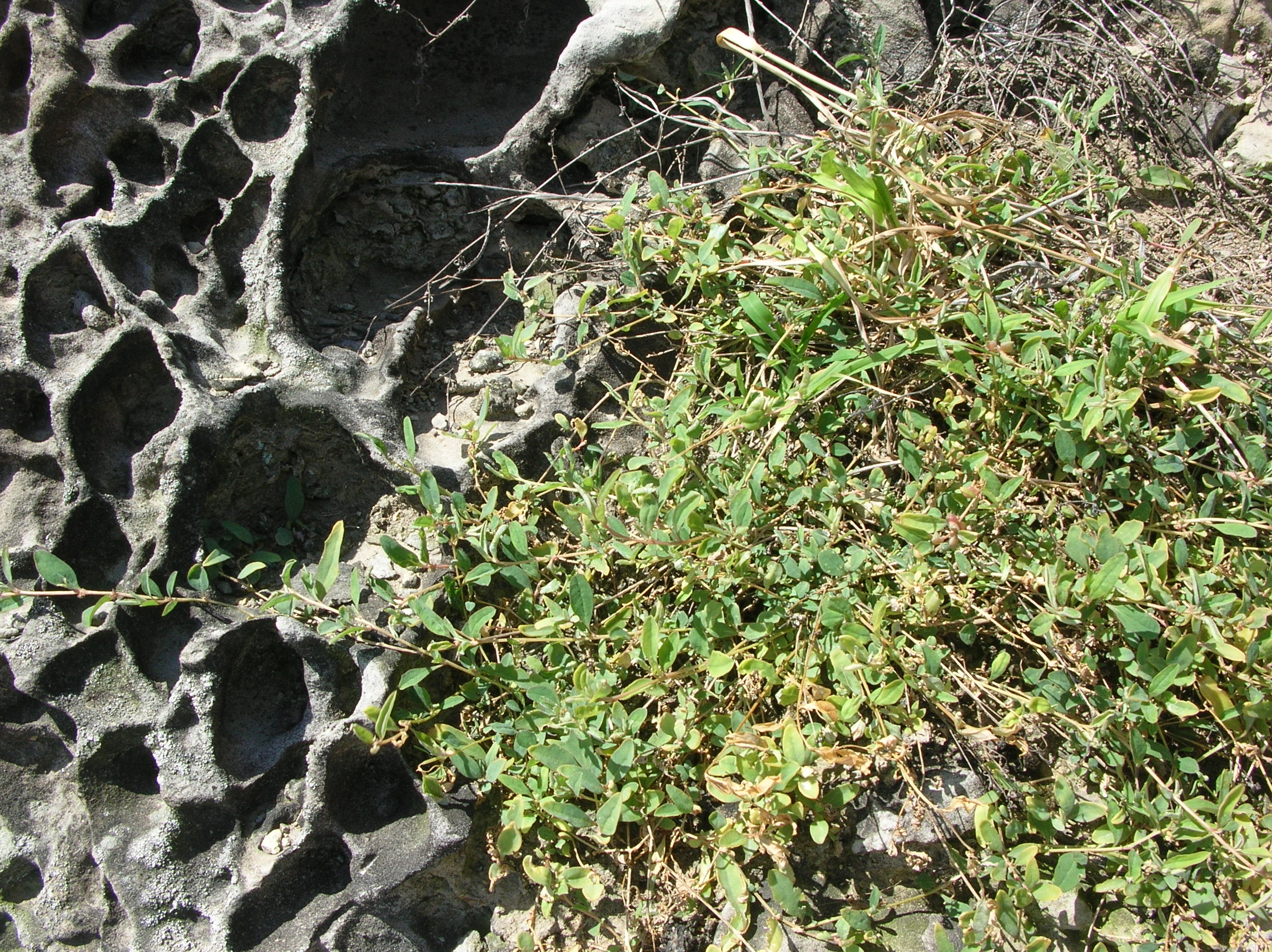
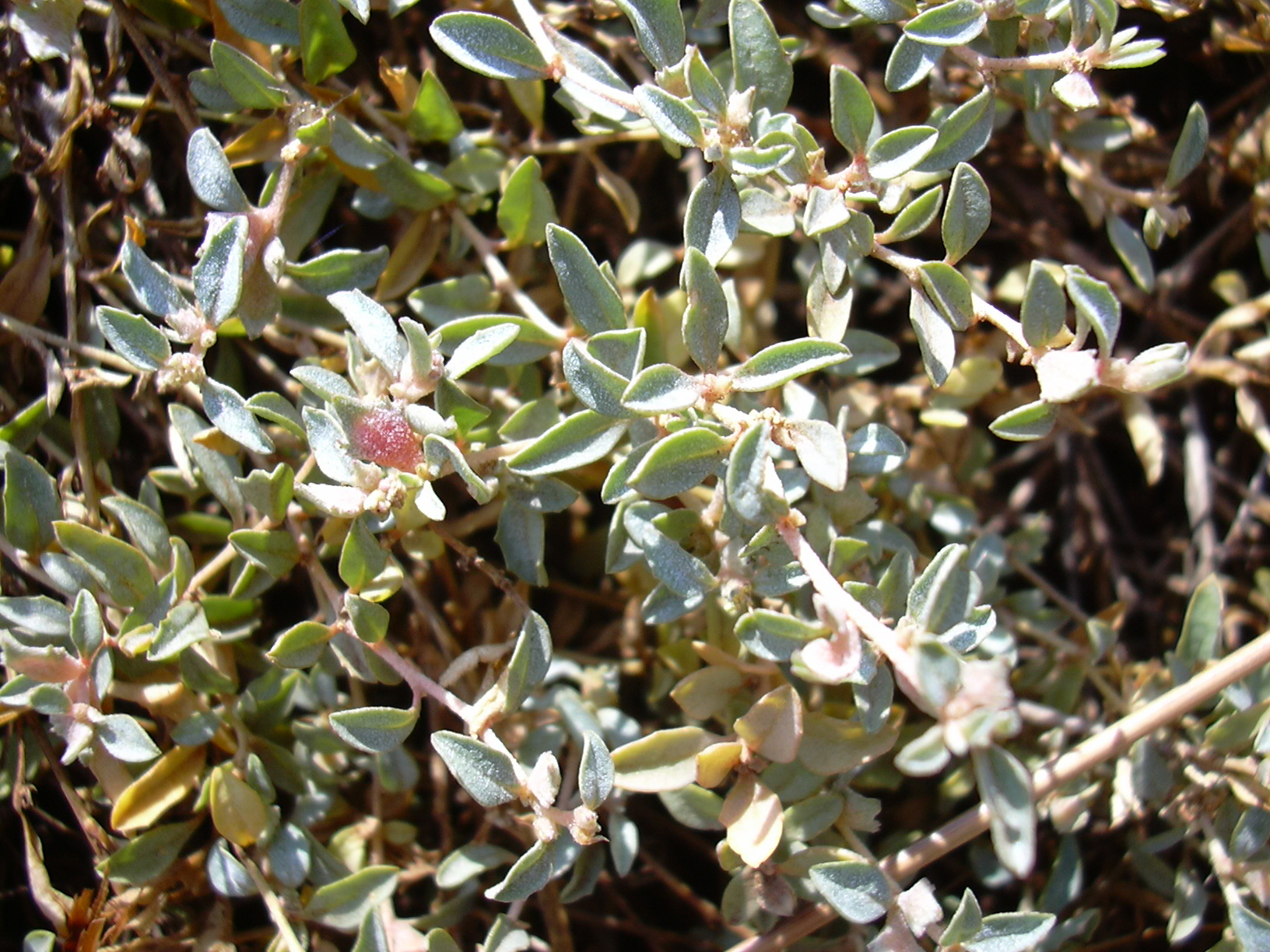
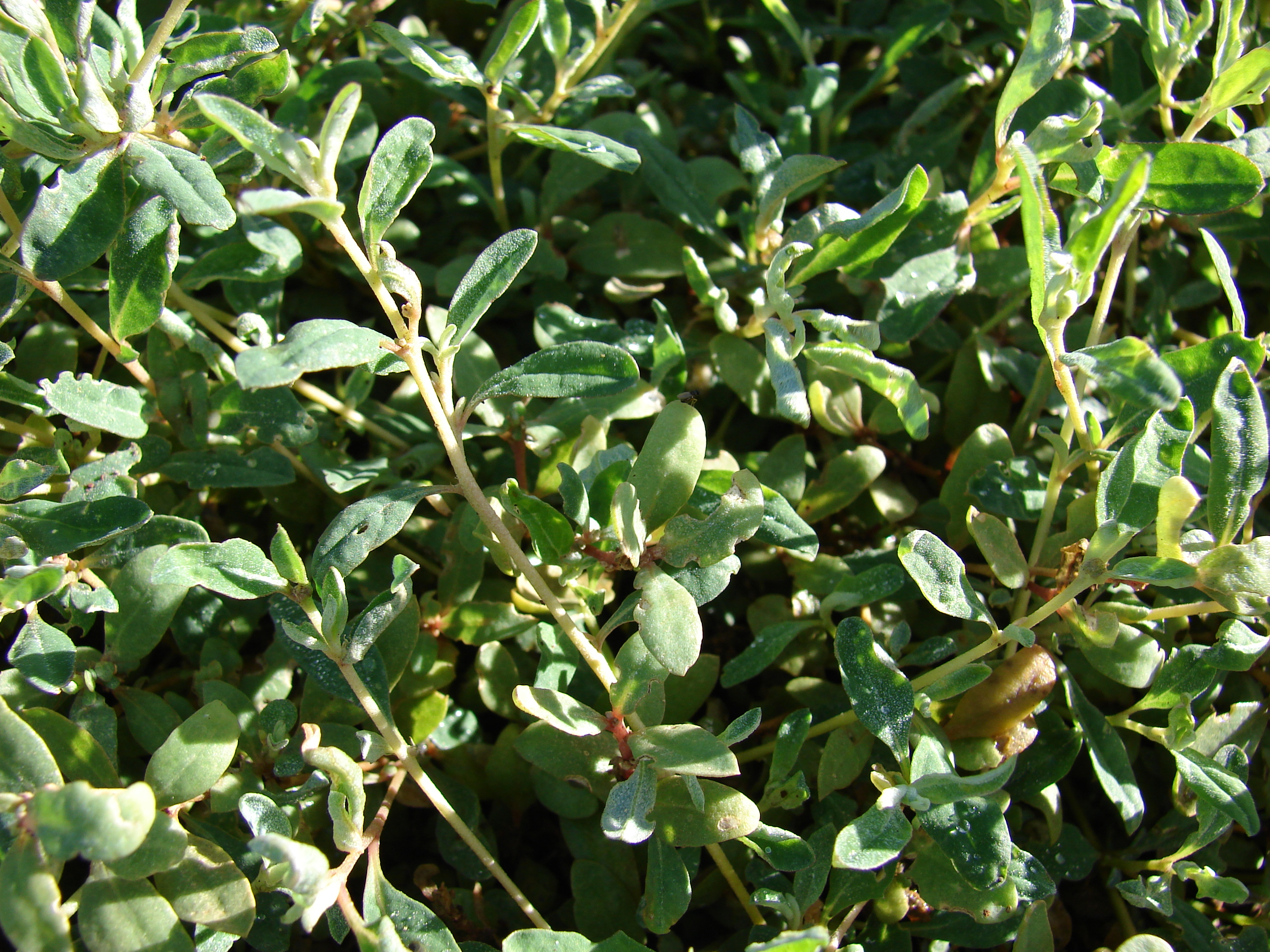
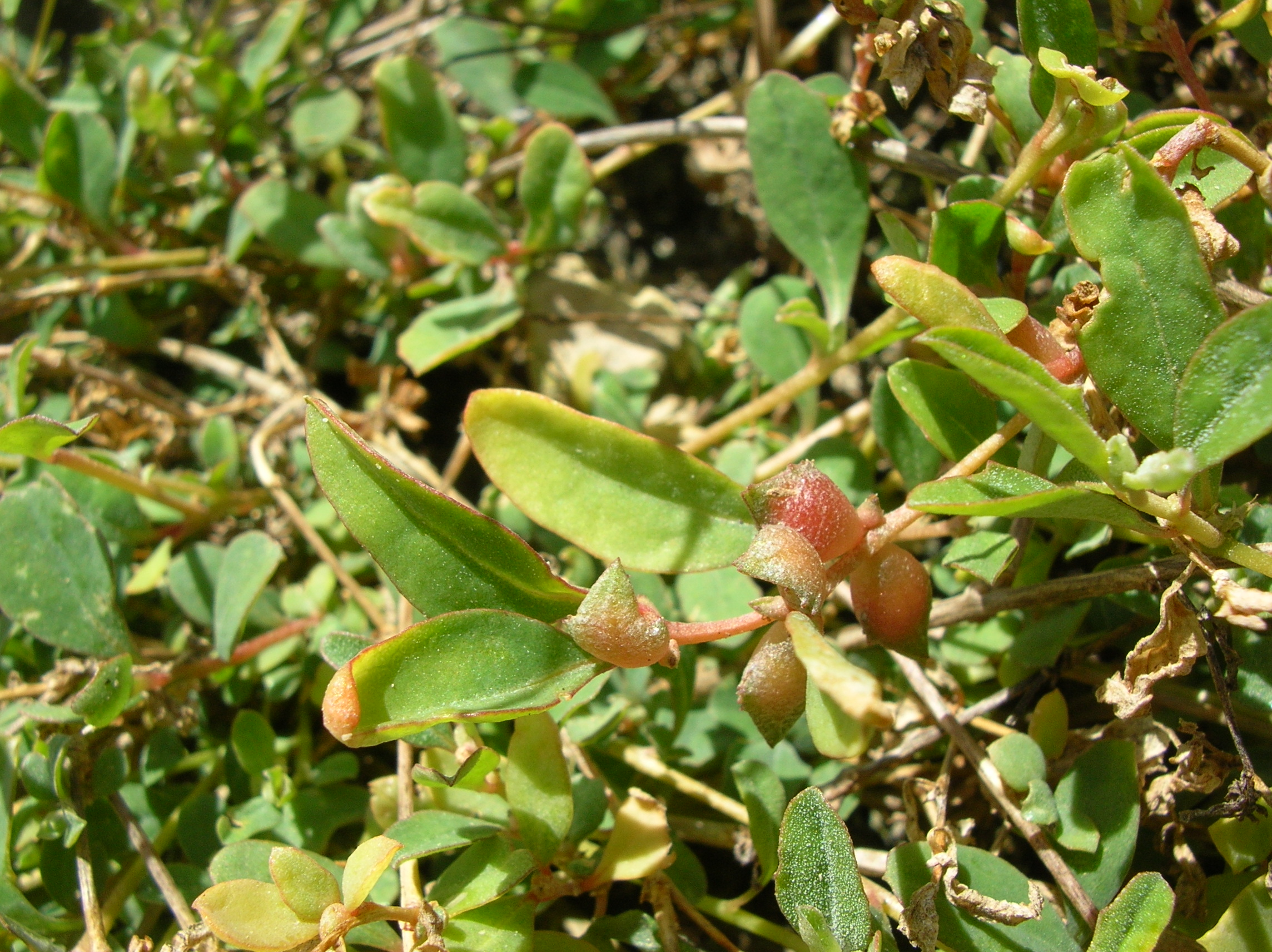